# Duncan Pow
Duncan Pow (Edimburgo, 8 ottobre 1977) è un attore britannico.
È noto in particolare per aver interpretato il ruolo di Ruescott Melshi in Rogue One: A Star Wars Story e nella serie prequel Andor, e per i suoi ruoli nelle serie TV Dream Team e Holby City.

## Filmografia parziale

### Cinema
- Blackwood, regia di Adam Wimpenny (2014)
- The Journey, regia di Lance Nielsen (2014)
- The Chameleon, regia di Jim Greayer (2015)
- Dark Signal, regia di Edward Evers-Swindell (2016)
- Rogue One: A Star Wars Story, regia di Gareth Edwards (2016)
- Dune (Dune: Part One), regia di Denis Villeneuve (2021)

### Televisione
- Dream Team – serie TV, 69 episodi (2005-2007)
- Holby City – serie TV, 137 episodi (2008-2010)
- 24: Live Another Day – miniserie TV, puntate 2-3-4 (2014)
- Lovesick – serie TV, episodio 1x05 (2014)
- The Night Manager – serie TV, episodio 1x02 (2016)
- Black Mirror – serie TV, episodio 3x06 (2016)
- La Fortuna, regia di Alejandro Amenábar – miniserie TV, 5 puntate (2021)
- Halo – serie TV, 5 episodi (2022)
- Andor – serie TV, 7 episodi (2022-2025)

## Doppiatori italiani
Nelle versioni in italiano delle opere in cui ha recitato, Duncan Pow è stato doppiato da:
- Raffaele Carpentieri in Rogue One: A Star Wars Story, Andor
- Gabriele Vender in La Fortuna
- Alessandro Budroni in Lovesick